# Mark Goodson
Mark Goodson (ur. 14 stycznia 1915 w Sacramento, zm. 18 grudnia 1992) – amerykański producent telewizyjny. Jest twórcą teleturnieju Family Feud.

## Filmografia
- 1950: The Web
- 1963: The Richard Boone Show
- 1965: Branded

## Wyróżnienia
Posiada swoją gwiazdę na Hollywoodzkiej Alei Gwiazd.